# Sven Tholen
Sven Tholen (* 19. November 1972) ist ein ehemaliger deutscher Fußballspieler.

## Karriere
Tholen, der sowohl im Mittelfeld als auch im Angriff spielen konnte, debütierte 1993 für den FC St. Pauli in der 2. Bundesliga.
In der Saison 1996/97 der 1. Bundesliga kam Tholen zu vier Einsätzen für die Hamburger. Alle vier Spiele wurden verloren und St. Pauli stieg am Saisonende als Tabellenletzter ab.
Tholen studierte nach seiner Karriere Psychologie und lebt heute mit Frau und zwei Töchtern als Psychotherapeut in der Schweiz.